# Опиц, Филип Максимилиан
Фи́лип Максимилиа́н О́пиц (чеш. Filip Maxmilián Opiz, нем. Philipp Maximilian Opiz; 5 июня 1787, Часлав, Богемия — 20 мая 1858, Прага) — чешский ботаник-самоучка, миколог.
Им начаты флористические исследования Чехии, опубликованы многочисленные работы по флоре этой страны.
Любитель ботаники, Опиц собрал большой гербарий, который сейчас размещается в «Museo de Průhonice», около Праги.
В 1817 году Опиц создал ассоциацию для обмена естественнонаучными коллекциями: растениями, семенами и насекомыми. Многие исследователи присылали ему свои образцы.
В 1818 году он издал «Flora cryptogamica Bohemiae», где отразился его интерес к биологической вариативности.
В 1823 году вышел его каталог-определитель растений.
С 1823 по 1830 годы он издавал газету «Naturalientausch» с материалами по таксономии и флористике.
К 1858 году в его ассоциации состояло 862 члена и было собрано около 1 700 000 образцов.
В честь Опица названы:
- род растений Опиция (Opizia J.Presl & C.Presl) семейства Злаки (Poaceae), включающий два вида:
  - Opizia bracteata McVaugh
  - Opizia stolonifera J.Presl
- виды растений:
  - Piper opizianum Fürnr. — Перец Опица
  - Potentilla opizii Domin — Лапчатка Опица
  - Thymus × opizii F.Weber — Тимьян Опица

## Печатные труды
- (чешск.) Opiz F. M. Seznam rostlin kveteny ceske. Mala Encyklopedie Nauk. — Praha, 1852. — Dil. 10.